# Oreodera noguerai
Oreodera noguerai är en skalbaggsart som beskrevs av Mccarty 2001. Oreodera noguerai ingår i släktet Oreodera och familjen långhorningar. Inga underarter finns listade i Catalogue of Life.